# Зомбковишки окръг
Зомбковишки окръг (на полски: Powiat ząbkowicki) е окръг в Югозападна Полша, Долносилезко войводство. Заема площ от 801,53 км2. Административен център е град Зомбковице Шльонске.

## География
Окръгът се намира в историческата област Долна Силезия. Разположен е в югоизточната част на войводството.

## Население
Населението на окръга възлиза на 68 807 души (2012 г.). Гъстотата е 86 души/км2.

## Административно деление
Административно окръгът е разделен на 7 общини.
Градско-селски общини:
- Община Бардо
- Община Злоти Сток
- Община Зомбковице Шльонске
- Община Жембице

Селски общини:
- Община Каменец Зомбковишки
- Община Стошовице
- Община Чепловоди

## Фотогалерия
- Бардо
- Злоти Сток
- Зомбковице Шльонске
- Жембице